# Théo Malget
Théo Malget (* 2. März 1961 in Wiltz) ist ein ehemaliger luxemburgischer Fußballspieler und heutiger Trainer.

## Als Spieler

### Verein
Malget spielte von 1981 bis 1985 für seinen Heimatverein FC Wiltz 71. Danach war er zwei Jahre beim FC Avenir Beggen aktiv, mit dem er 1986 die luxemburgische Meisterschaft und 1987 den Coupe de Luxembourg gewann. Nach einem Jahr beim rheinland-pfälzischen Oberligisten SC Birkenfeld kehrte er 1988 zum FC Wiltz 71 zurück, wo er 1995 seine aktive Laufbahn beendete.

### Nationalmannschaft
Sein erstes Spiel für die luxemburgische Nationalmannschaft bestritt Malget am 27. April 1982 bei der 0:1-Niederlage im Freundschaftsspiel gegen Frankreich.
Seinen letzten Einsatz hatte er am 27. Oktober 1993 im WM-Qualifikationsspiel gegen Ungarn, das mit einer 0:1-Niederlage der Luxemburger endete.
Insgesamt absolvierte er 47 Länderspiele, in denen er drei Tore erzielte.

### Erfolge
- Luxemburgischer Meister: 1986
- Luxemburgischer Pokalsieger: 1987

## Als Trainer
Seit 2008 ist Malget als Trainer in Luxemburg tätig, aktuell arbeitet er beim Viertligisten Racing Heiderscheid/Eschdorf.

## Privates
Theó Malget ist der Vater des Fußballspielers Kevin Malget.
Im Januar 2013 wurde er zu fünf Jahren Gefängnis verurteilt.